# 瓊斯鎮區 (阿肯色州牛頓縣)
瓊斯鎮區（英語：Jones Township）是位於美國阿肯色州牛頓縣的一個行政鎮區。

## 地方資料
瓊斯鎮區的面積為63.27平方千米，當中陸地面積為63.22平方千米，而水域面積為0.05平方千米。根據2010年美國人口普查的數據，當地共有人口29人，而人口密度為每平方千米0.46人。